# マリウス・ビゼール

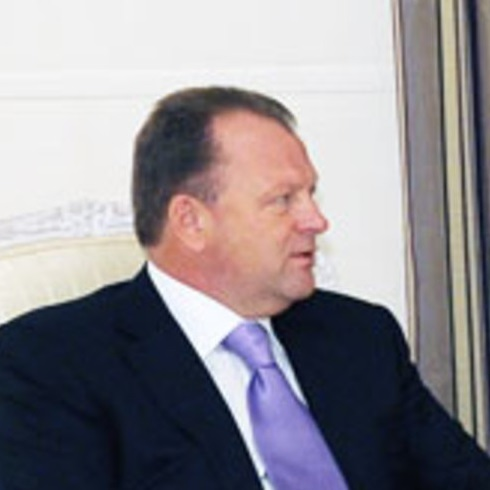
Marius Vizer in 2011

マリウス・ビゼール（Marius L. Vizer 1958年11月7日 - ）は、ルーマニアのビホル県・オラデア出身の柔道家。ヨーロッパ柔道連盟会長(2002-2007)、スポーツアコード（のちのGAISF）会長(2013-2015)、国際柔道連盟会長(2007-)らを歴任。オーストリア国籍を取得している。別表記マリアス・ビゼール。それまで2年おきに開催されていた柔道世界選手権を毎年開催するとともにテニスのようなツアー大会を設立、主要国際大会の放映権も世界柔道連盟が持つように改めた。

## 来歴
ニコラエ・チャウシェスク政権時代に軍隊に所属しながら柔道に取り組み、1982年から1995年まではコーチとして活躍する。
1988年、ハンガリーに亡命後、1989年にオーストリアへ。その後ハンガリーに根城を構えて事業で成功すると、家族の住むオーストリア国籍を取得する。
2002年、ヨーロッパ柔道連盟の会長に就任、ウラジーミル・プーチンロシア大統領を名誉会長に担ぎ出した。
2005年、国際柔道連盟会長選挙に立候補したが朴容晟会長（当時現職）に100対85で落選した。スポーツ仲裁裁判所に不服を申し立てるも敗訴となった。
2007年5月、勢力拡大のためアジア柔道連盟の会長選挙でクウェートのオベイド・アル・アンジを推し、オベイドは日本の佐藤宣践を破って当選する。2007年9月、国際柔道連盟リオデジャネイロ総会前に朴会長が辞任したため会長代行に就任した。ビゼールが朴の弱みを握り朴がIOC委員にはとどまることを交換条件に辞任させたとの説がある。2007年9月、同総会にて会長に就任（前会長の残任期間2年+4年）。さらに教育・コーチング理事選挙では再選を目指した日本の山下泰裕に対してアルジェリアのモハメド・メリジャを推す。123対61でメリジャが当選し選挙後、日本の上村春樹を指名理事に決定した（ただし議決権無し）。
2013年1月31日女子柔道強化選手への暴力問題に関して「断固非難することを強調する」との声明を発表した。
2013年5月31日にロシアのサンクトペテルブルクでスポーツアコード国際会議が開催されて、スポーツアコード会長に立候補していたビゼールが当選を果たすことになった。会長のビゼールは、マーケティングとメディア戦略を統合して財源を増やす狙いから、2017年度を目処にスポーツアコードに加盟する91の国際競技団体の世界選手権を一堂に会した｢合同世界選手権｣開催の構想を明らかにした。しかし、IOC会長のジャック・ロゲは大会の実現に懐疑的な態度を示した。
2013年8月23日にリオデジャネイロで開催されたIJF総会において、満場一致で会長に再任された。
2015年4月にロシアのソチで開催されたスポーツアコード総会で、2期目の会長当選を果たしたばかりのビゼールは、IOC会長のトーマス・バッハが推進する中長期改革「五輪アジェンダ2020」に対して、「国際競技連盟（IF）の利権が適切に扱われていない。スポーツ界に利益をもたらさない」「IFのために多くの提案をしたが、好意的な反応はなかった。全ての団体に公平に対応してほしい」「時代遅れで不公平だ」と、あからさまな批判を行った。さらには、オリンピック開催都市が競技種目の追加を提案できる権利を認めたことは「オリンピックを不安定にしている」行為だとして、IOCとの対決姿勢を鮮明に打ち出した。これに対してバッハは、「五輪改革は長期間、対話を重ねて進めている」との見解を示した。なお、ビゼールの発言はスポーツアコード加盟団体に大きな反発を呼び起こすことにもなった。国際サッカー連盟（FIFA）や国際水泳連盟（FINA）など10を超える加盟団体は、ビゼールに対する抗議文書を提出した。国際陸上競技連盟（IAAF）や国際射撃連盟（ISSF）、世界レスリング連合（UWW）などはスポーツアコードを脱退する方針を表明した。国際パラリンピック委員会（IPC）も脱退を決めた。オリンピック夏季大会競技団体連合（ASOIF）や国際ボクシング協会 (AIBA)もスポーツアコードとの関係を一時停止することになった。このように多大な反発を受けたことに対してビゼールは、IOCを批判した際の手法やマナーを謝罪したものの、「自分の声は自分の意見でもある。スポーツ界は誰でも自由に表現できる場所だ」と、自身の見解は依然堅持することとなった。なお、ビゼールは事態打開のためにバッハに会談を申し入れたが、バッハ側は態度を保留した。ビゼールは会談に向けて、オリンピックにおける実施競技の追加やIOC委員の選考に関する明確な基準を要望した。また独自の改革案として、オリンピックに賞金制度を導入することや、全ての非オリンピック競技をオリンピックが開催される前後に公開競技として実施すること、さらには、国際競技連盟（IF）への分配金を増額することや選手を支援する基金の設立など20項目の議題を提案した。しかしながら、ビゼールが会長を務めるIJFを除く夏季オリンピックの全競技団体がスポーツアコードからの脱退や関係停止を表明したことや、2017年のスポーツアコードワールドコンバットゲームズを開催する予定だったペルーが辞退したことなどを受けて、5月31日にビゼールはスポーツアコード会長を辞任することを表明した。また、2020年の東京オリンピックの準備状況を監督するIOCの調整委員も辞任した。ビゼールは辞任に際して、「会長を務めていたこの2年ほどの間、IOCに対して多数の共同作業の提案を試みるも、にべなく拒否され続けてきた」とした上で、「私の提案は正しく、スポーツの価値を守るものだと思っている」と改めて強調した。
2017年8月、国際柔道連盟会長に満場一致で再任された。
2019年6月19日、IOC理事会は、組織として問題があるとしてボクシングの国際競技連盟AIBAに東京オリンピックのボクシングの主管をさせず、AIBAに替わる2020年東京オリンピックのボクシング競技の主管組織であるIOC内特別作業部会（ボクシング・タスクフォース）のメンバー4人の中に格闘技界からビゼールを入れる案を承認した。6月26日、IOC総会で同案はボクシング・タスクフォース座長の国際体操連盟会長渡辺守成によるプレゼンテーションののち、承認された。
2021年6月、国際柔道連盟会長に再任された。

## 人物
政治的手法に長けているとされ、国際柔道連盟会長に就任までに多額の資金(主にカジノ機材、葉巻等で得た)と組織力で多数派工作を行っている。
2019年9月1日、TBSテレビ『サンデーモーニング』において谷本歩実が、ビゼールのおかげで柔道が面白くなった旨発言した。

## 改革
- 世界柔道選手権大会の毎年開催（2007年以前は2年に1度）
- IJFワールド柔道ツアーの開催
- ランキング制の導入

## 備考
「Marius Vizer」の日本語表記は、全日本柔道連盟および時事通信社が「マリウス・ビゼール」と表記するが、他の報道機関はおおむね「マリアス・ビゼール」と表記している。